# مریمین، عفرین
مریمین (به عربی: مریمین) یک روستا در سوریه است که در ناحیه مرکزی عفرین واقع شده‌است. مریمین ۸۱۰ نفر جمعیت دار

## علی آباد کتول
ایران